# Rhene khandalaensis
Rhene khandalaensis là một loài nhện trong họ Salticidae.
Loài này thuộc chi Rhene. Rhene khandalaensis được Benoy Krishna Tikader miêu tả năm 1977.